# Осада Гаваны (1762)
Осада Гаваны — сражение в марте — августе 1762 года в рамках Семилетней войны между британскими и испанскими войсками. Британские войска осадили и захватили Гавану, которая в то время была важной испанской военно-морской базой в Карибском море, и нанесли серьезный удар по испанскому флоту. Гавана была впоследствии возвращена Испании по условиям Парижского мира, который формально положил конец войне.

## Испанские приготовления
Перед вступлением в конфликт с Великобританией в 1761 году испанский король Карл III предпринял ряд мер для защиты испанских колоний от британского флота. Для обороны Кубы он назначил Хуана де Прадо командующим гаванским гарнизоном. Де Прадо прибыл в Гавану в феврале 1761 года и начал работы по укреплению города.
В июне 1761 года в Гавану для транспортировки двух полков пехоты (общей численностью около 1000 солдат) прибыла флотилия из семи линейных кораблей под командованием адмирала Гуттиере де Эвия. Однако желтая лихорадка быстро сократила численность защитников, и к моменту начала британской осады в распоряжении де Прадо оставалось до 3850 солдат, 5000 матросов и морских пехотинцев и 2800 ополченцев. Основной гарнизон состоял из Испанского пехотного полка (481 человек), Арагонского пехотного полка (265), Гаванского пехотного полка (856), драгунов из Эдинбурга (150), артиллеристов (104) и морских пехотинцев (750).
Гавана была одним из лучших портов Вест-Индии. Её рейд мог вместить до 100 линейных кораблей. Доступ к гавани открывал входной канал 180 м в ширину и 800 м длиной. В Гаване также были размещены верфи, способные строить первоклассные военные корабли.
Входной канал защищали две сильных крепости: на северной стороне канала — Кастильо-де-лос-Трес-Рейес-дель-Морро (или просто Эль-Морро) с 64 тяжелыми орудиями и гарнизоном из 700 человек; на южной стороне — Кастильо-де-Сан-Сальвадор-де-ла-Пунта. Канал также мог быть заблокирован цепью от Эль-Морро до Ла-Пунта. Сама Гавана лежала на южной стороне вдоль канала и была окружен стеной длиной 5 км.

## Британские приготовления
Когда началась война с Испанией, в Великобритании был составлен план морского нападения на Гавану. Экспедицией должны были командовать Джордж Кеппель, 3-й граф Албемарл, и сэр Джордж Покок в статусе вице-адмирала. План также предусматривал прибытие из Америки 4000 солдат под командованием Джеффри Амхерста в помощь Кеппелу и британскую атаку на Луизиану.
В феврале 1762 года британские войска приступили к исполнению плана. Они состояли из 22-го пехотного полка, 34-го пехотного полка, 56-го пехотного полка и 72-го Ричмондского пехотного полка.
5 марта британская экспедиция отплыла из Спитхеда в составе 7 линейных кораблей и 4365 солдат на борту 64 транспортных судов. 20 апреля британцы прибыли на Барбадос. Пять дней спустя экспедиция достигла Форт-Ройяла на недавно завоеванном острове Мартиника, где на борт были взяты ещё 8461 солдат под командованием генерал-майора Роберта Монктона. Эскадра контр-адмирала Джорджа Родни из 8 линейных кораблей также присоединилась к экспедиции, в результате чего общее число линкоров возросло до 15.
23 мая экспедиция в районе Санто-Доминго (ныне Республика Гаити) получила подкрепление в виде эскадры сэра Джеймса Дугласа с Ямайки. Таким образом, силы Кеппела теперь составляли 21 линейный корабль, 24 меньших кораблей и 168 других судов, перевозивших 14000 моряков и морских пехотинцев плюс ещё 3000 наемных моряков, а также 12826 регулярных войск.

## Осада

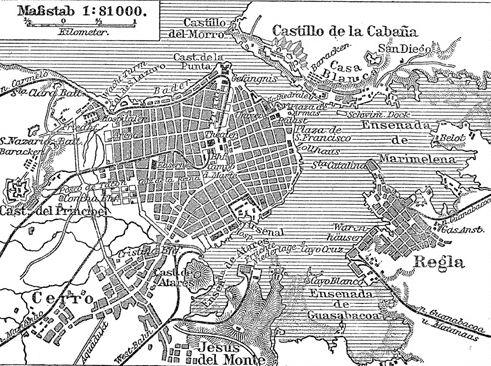
Карта Гаваны

6 июня британские силы подступили к Гаване. Сразу 12 британских линкоров были отправлены в устье входного канала, чтобы блокировать испанский флот. Британцы планировали начать операцию по занятию крепости Эль-Морро на северной стороне канала. Взятие крепости позволило бы британцам занять господствующие высоты и вынудить испанский гарнизон сдаться. Однако этот план не принимал во внимание тот факт, что крепость была расположена на скалистом мысе, что не позволяло копать окопы, а большая канава защищала форт со стороны суши.
Испанские войска де Прадо и адмирала Эвия были поражены численностью атакующих сил первоначально приняли на вооружение оборонительную стратегию, надеясь на истощение сил противника, эпидемию жёлтой лихорадки среди осаждающих или ураган. Соответственно испанский флот находился в гавани, а его матросы, артиллеристы и пехотинцы были отправлены в гарнизоны крепостей Эль-Морро и Пунта. Большая часть пороха, а также лучшие корабельные орудия были также переданы этим двум крепостям. Между тем, регулярные войска были направлены на оборону города.
Входной канал был немедленно перекрыт цепью. Кроме того, 3 линейных корабля (Asia (64 орудия), Europa (64) и Neptuno (74)), бывшие в плохом состоянии, были затоплены у входа в канал. Понимая важность Эль-Морро, испанские командиры отвели его обороне главную роль.
7 июня британские войска высадились к северо-востоку от Гаваны и на следующий день начали наступление на запад. Они встретили на пути отряды ополчения, которые были легко оттеснены. К концу дня британская пехота достигла окрестностей Гаваны. Оборона Эль-Морро была доверена Луису Висенте де Веласко-и-Исла, морскому офицеру, который тут же стал готовить крепость к осаде.
11 июня британцы начали штурмовать редуты на высоте Каваньос. Только в этот момент британское командование осознало, насколько удачно была расположена Эль-Морро. На следующий день британцы стали устанавливать артиллерийские батареи среди деревьев на холме Ла-Кабана с видом на Эль-Морро. Удивительно, но этот холм был оставлен испанцами без защиты, несмотря на его стратегическую важность.
13 июня британский отряд высадился в Торреон-де-ла-Чоррера, на западной стороне гавани. Между тем, полковник Патрик Маккелар, инженер, был назначен инспектором осадных работ против Эль-Морро. Рытье траншей было невозможным, и он решил вместо этого возводить бруствер.

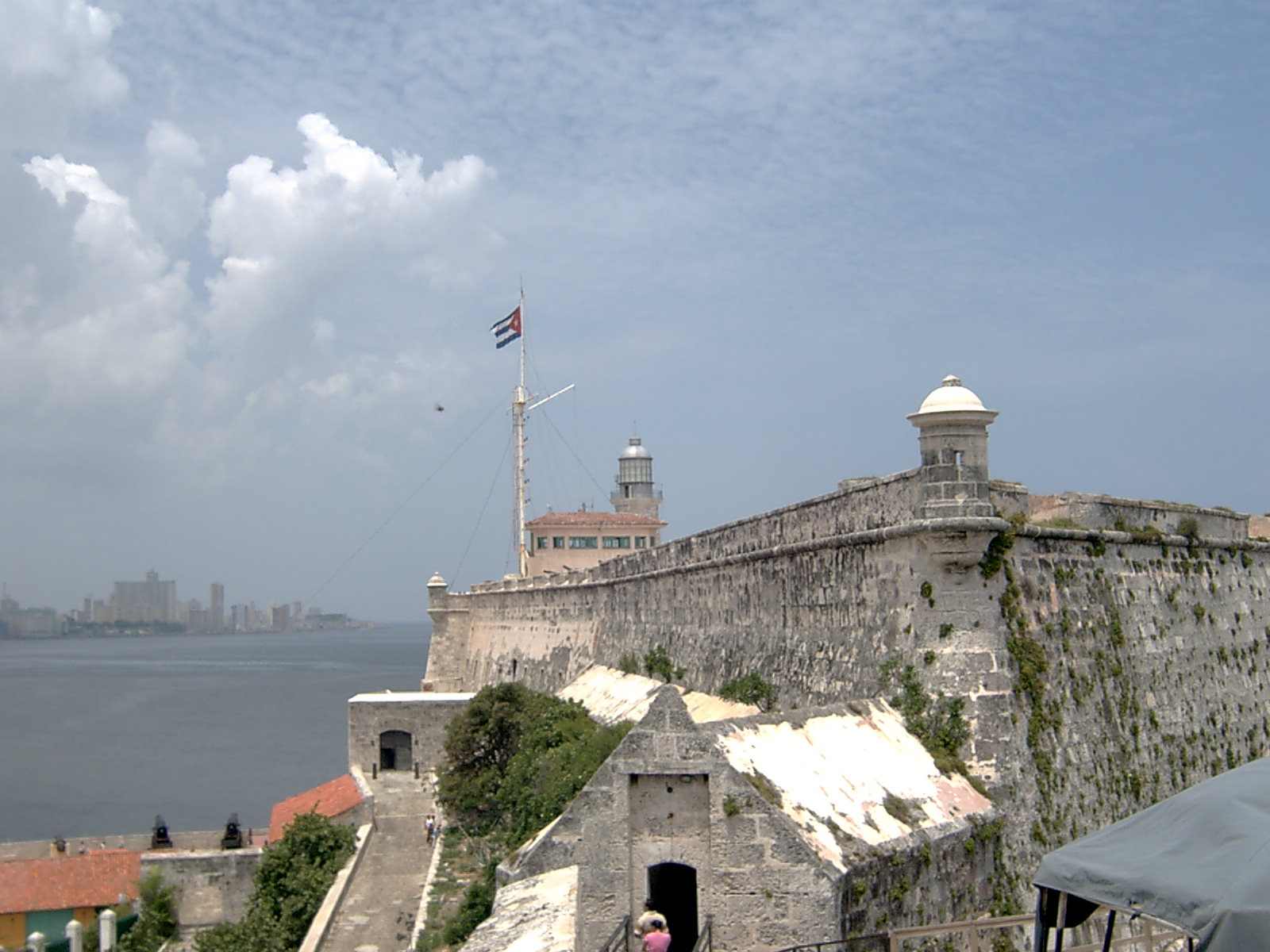
Крепость Эль-Морро в Гаване, построена в 1589 году

22 июня 4 британских батареи, насчитывавшие 12 тяжелых орудий и 38 минометов, открыли огонь по Эль-Морро с холма Ла-Кабана. Маккеллар под прикрытием огня батарей, в свою очередь, стал постепенно расширять бруствер.
К 29 июня британские батареи стали выпускать по Эль-Морро по 500 снарядов в день. Веласко терял как минимум 30 человек каждый день, и объём работы по ремонту крепости каждую ночь становился все более утомительным. Наконец, Веласко удалось убедить де Прадо в необходимости вылазки против британских батарей. На рассвете 29 июня 988 испанских солдат напали на осаждающих. Они достигли британских батарей с тыла, но британский отпор был стремительным, и нападавшие были отбиты, прежде чем смогли нанести серьезный ущерб.
С 1 июля британцы начали комбинированные сухопутные и морские нападения на Эль-Морро. Для этого из состава флота были выделены линкоры HMS Stirling Castle, HMS Dragon, HMS Marlborough и HMS Cambridge. Военно-морская и сухопутная артиллерия одновременно открыла огонь по Эль-Морро. Тем не менее, военно-морские орудия оказались неэффективны, поскольку форт находился слишком высоко. Ответный огонь из 30 орудий Эль-Морро привел к 192 жертвам среди британцев и серьезному повреждению кораблей, три из которых позже затонули. Между тем, бомбардировка с суши была гораздо более эффективной. К концу дня только 3 испанские пушки ещё оставались в строю на стороне Эль-Морро, обращенной к британцам.
2 июля британский бруствер вокруг Эль-Морро загорелся, уничтожив плоды работы, проделанной британцами с середины июня. Веласко немедленно воспользовался этим, перетащив пушки на другую сторону и отремонтировав бреши в укреплениях.
С момента своего прибытия в Гавану британская армия сильно страдала от жёлтой лихорадки. Кроме того, приближался сезон ураганов, и Кеппелу приходилось торопиться. Он приказал восстановить батареи с помощью списываемых на берег матросов.
К 17 июля новые британские батареи заставили замолчать большинство орудий Веласко, оставив только два из них в рабочем состоянии. При отсутствии артиллерийской поддержки испанцы больше не могли ремонтировать укрепления Эль-Морро. Маккеллар также получил возможность возобновить строительство бруствера. Однако британские войска находились в плохом состоянии, и работы шли довольно медленными темпами. Вся надежда британцев теперь возлагалась на предполагаемое прибытие подкреплений из Северной Америки.
20 июля прогресс в осадных работах позволил британцам начать минирование правого бастиона Эль-Морро. Между тем, британская артиллерия ежедневно выпускала по крепости до 600 снарядов, в результате чего испанцы потеряли около 60 человек. У Веласко теперь не было никакой надежды, кроме как уничтожить британские осадные укрепления. В 4 часа утра 22 июля 1300 солдат, моряков и ополченцев выступили из Гаваны в трех колоннах и напали на осадные укрепления британцев, окружавшие Эль-Морро. Рейд не удался, и британский бруствер остался относительно нетронутым.
24 июля Кеппел предложил Веласко сдаться, но тот ответил, что этот вопрос будет скорее решен силой оружия.
27 июля британское подкрепление из Северной Америки во главе с полковником Бертоном, наконец, прибыло. Во время своего путешествия они были атакованы французами, которые захватили в плен около 500 человек. Эти подкрепления состояли из 46-го пехотного полка Томаса Мюррея, 58-го пехотного полка, американских ополченцев (3000 человек) и корпуса рейнджеров (253).
29 июля минирование правого бастиона Эль-Морро крепости было завершено. Кеппел тщетно имитировал нападение, надеясь, что Веласко, наконец, решит сдаться. Напротив, Веласко решил начать отчаянную атаку с моря против английских минеров.

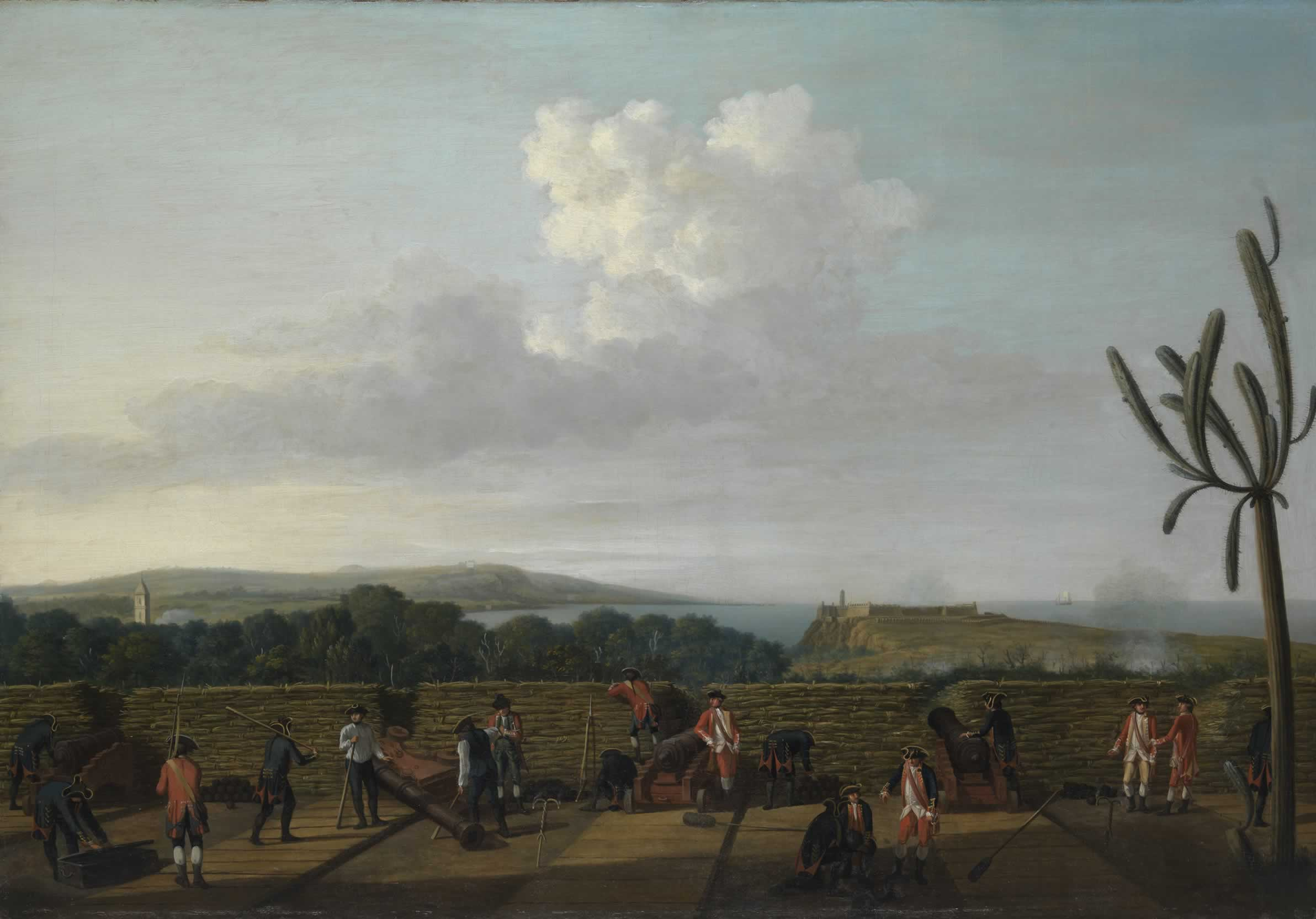
Британские осадные орудия на подступах к Эль-Морро

В 14:00 30 июля две испанских шхуны напали на минеров с моря. Атака была неудачной, и испанцы были вынуждены уйти. В 1:00 ночи британцы взорвали заряды. Обломки частично заполнили ров, и Кеппел начал штурм, отправив 699 солдат против правого бастиона. Перед тем, как испанцы успели среагировать, 16 британцев закрепились на бастионе. Веласко бросился в контратаку во главе своих войск, однако был ранен в ходе последовавшего упорного боя. После того, как англичане заняли Эль-Морро, Веласко был доставлен в Гавану.
В 21:00 31 июля Веласко умер от ран. Британцы к этому времени выстроили свои батареи вдоль северной стороны входного канала от Эль-Морро к холму Ла-Кабана.
11 августа, после того как де Прадо отверг требование о капитуляции, британские батареи открыли огонь по Гаване. В общей сложности 47 орудий, 10 минометов и 5 гаубиц били по городу с расстояния 500—800 м. К концу дня орудия форта Ла-Пунта утихли. У де Прадо не осталось другого выбора, кроме как сдаться.

## Сдача

Герб испанской Гаваны.

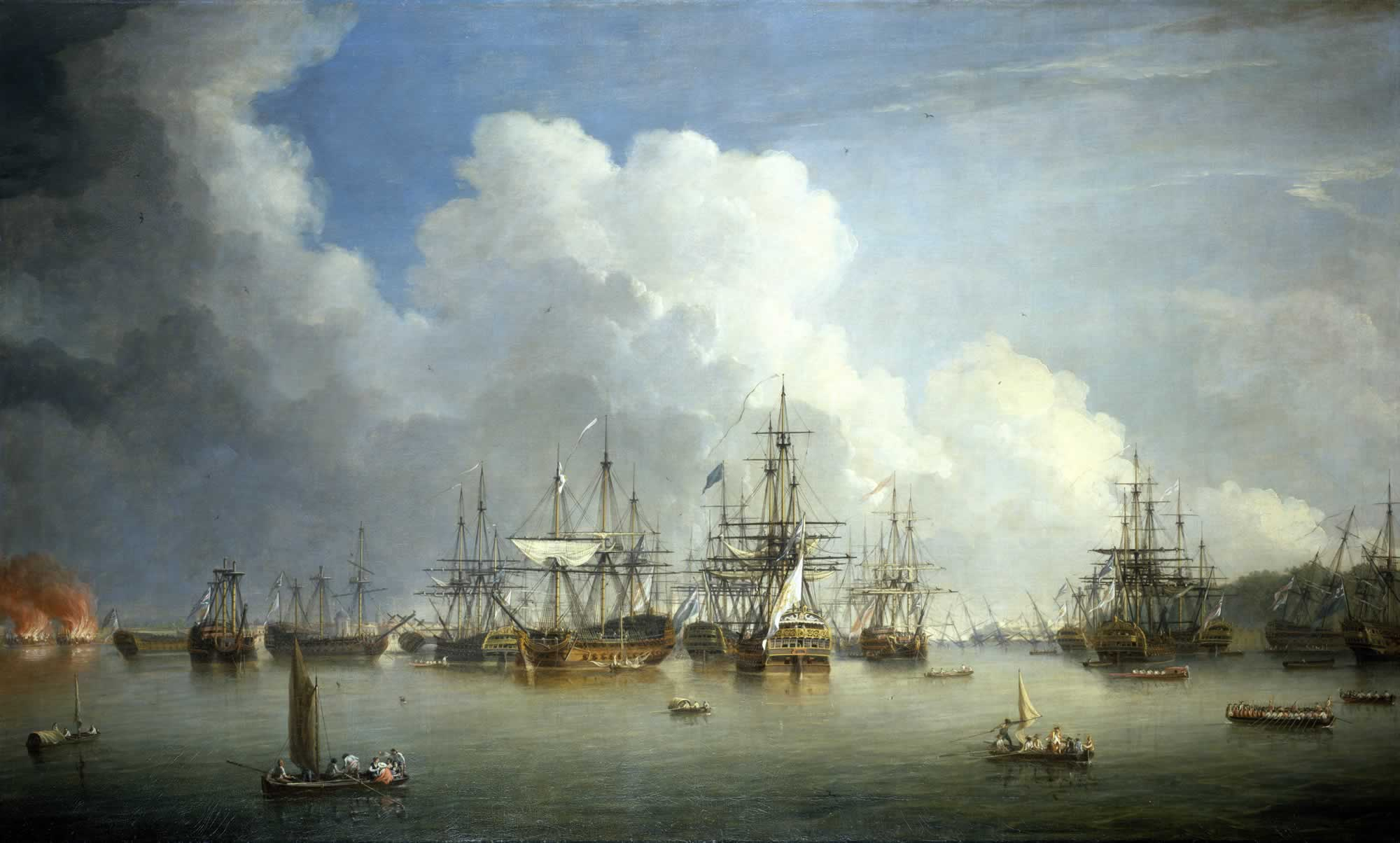
Захваченный испанский флот в Гаване, 1762 год

12—13 августа начались переговоры о сдаче города. Согласно условиям капитуляции, де Прадо и его армия получила право с почетом покинуть город. Эвия не решился отдать приказ сжечь свой флот, и он в неприкосновенности перешел в руки англичан.
14 августа британцы вошли в город. Они получили под свой контроль самый важный порт в испанской Вест-Индии, вместе с военной техникой, 1828116 испанских песо и товарами на сумму около 1 млн испанских песо. Кроме того, британцы захватили 20 % линейных кораблей испанского флота, а именно Aquilón (74 орудия), Conquistador (74), Reina (70), San Antonio (64), Tigre (70), San Jenaro (60), África (70), América (60), Infante (74) и Soberano (74), 3 фрегата, 9 небольших судов и несколько вооруженных судов, принадлежавших торговым компаниям. Кроме того, два почти завершенных линейных кораблей — San Carlos (80) и Santiago (60 или 80) — были захвачены на верфях Гаваны.
Во время осады англичане потеряли 2764 убитыми, ранеными, пленными или дезертировавшими, а к 18 октября потеряли ещё 4708 человек от болезней. Три линкора были потеряны. Вскоре после осады HMS Stirling Castle был признан непригодным и затоплен, HMS Marlborough затонул в Атлантике из-за ущерба, полученного во время осады. HMS Temple был потерян во время возвращения в Великобританию для ремонта.
По возвращении в Испанию де Прадо и Эвия были отправлены под трибунал и осуждены.

## Последствия
Потеря Гаваны и Западной Кубы стала серьезным ударом по Испании. Помимо финансовых потерь, испанцы значительно потеряли в престиже. Это поражение, вместе с завоеванием британцами Манилы полтора месяца спустя, означало потерю обеих столиц испанской Вест-Индии и испанской Ост-Индии, что подтвердило британское морское превосходство и показало хрупкость Испанской империи.
Гавана и Манила были возвращены Испании по условиям Парижского договора 1793 года, но Испания была обязана уступить Флориду и Менорку Великобритании и выплатить выкуп за Манилу. Испания получила французскую Луизиану в качестве платы за вмешательство в войну на стороне французов и в качестве компенсации потерю Флориды.

## Галерея
Обстоятельства осады Гаваны нашли отражение в творчестве французского живописца Доминика Серра:

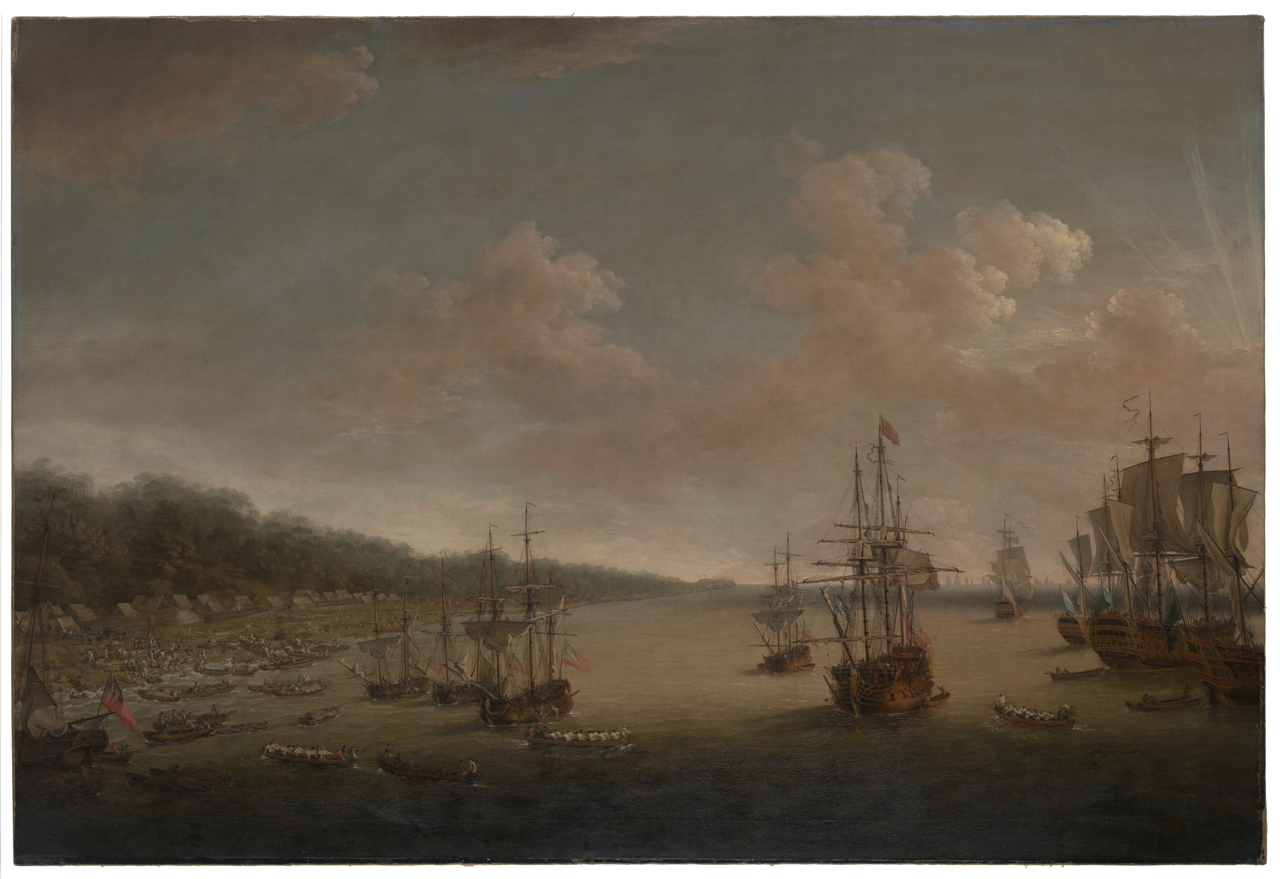
Высадка 7 июня.
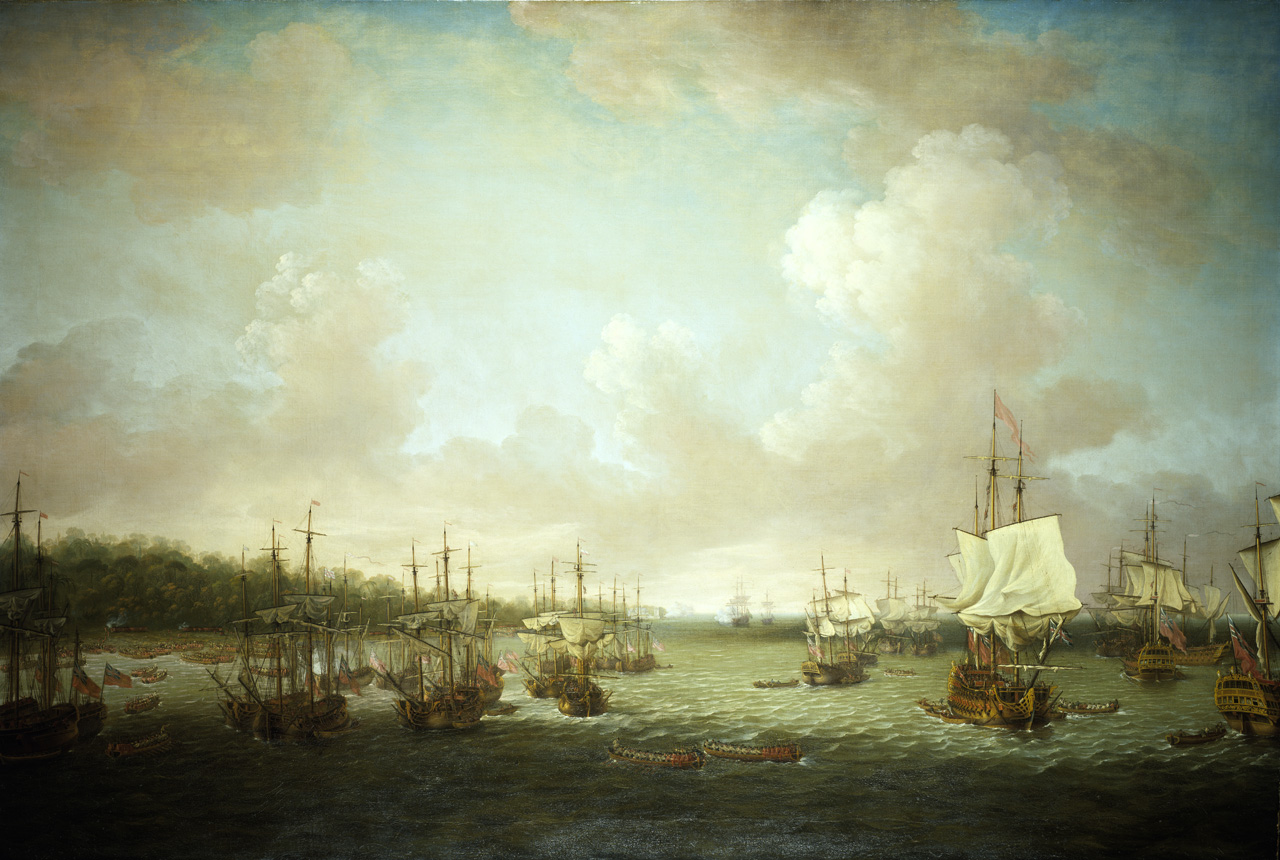
Спуск на берег артиллерии и боеприпасов, 30 июня.
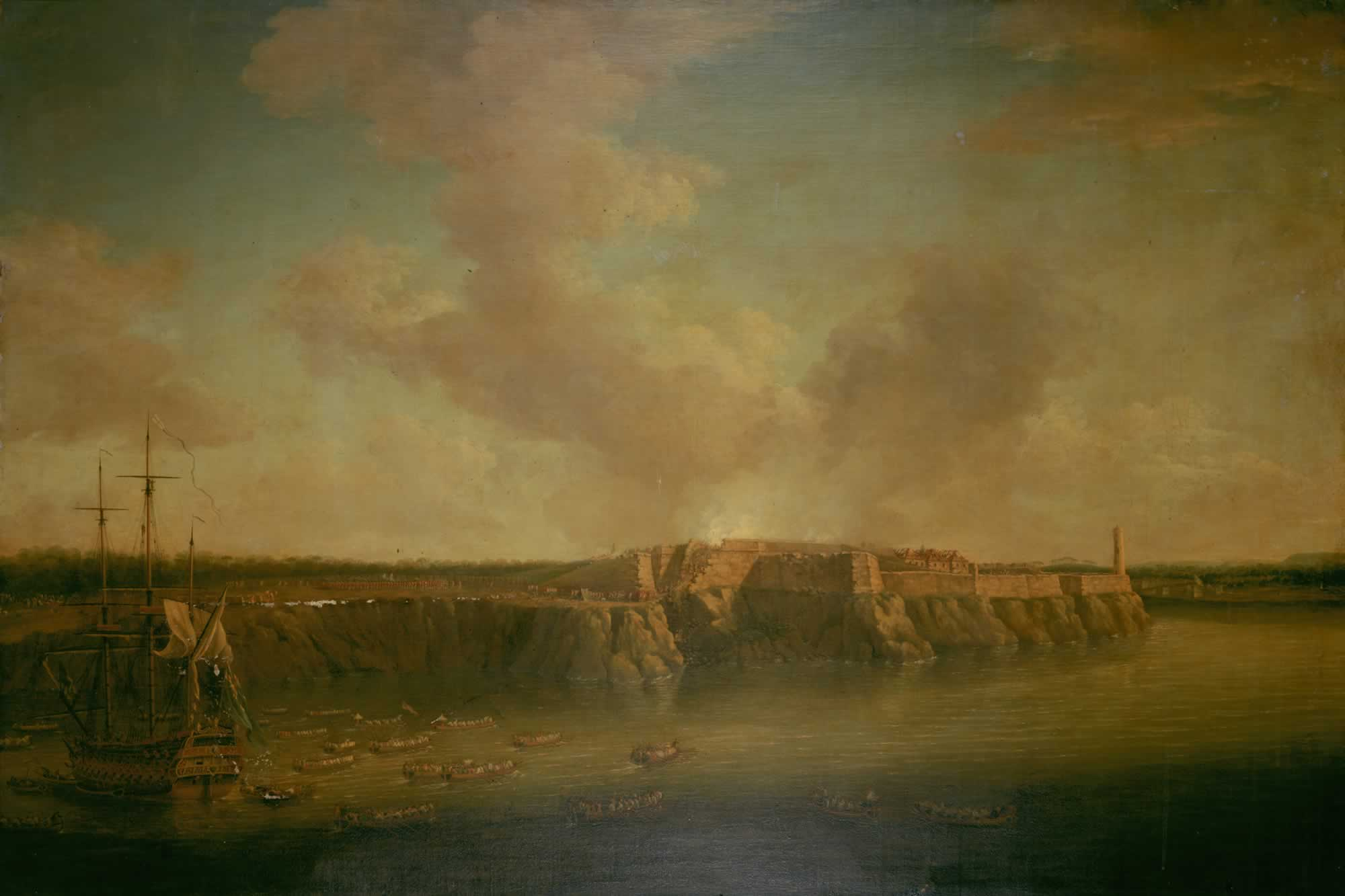
Подход британских войск к крепости Эль-Морро.
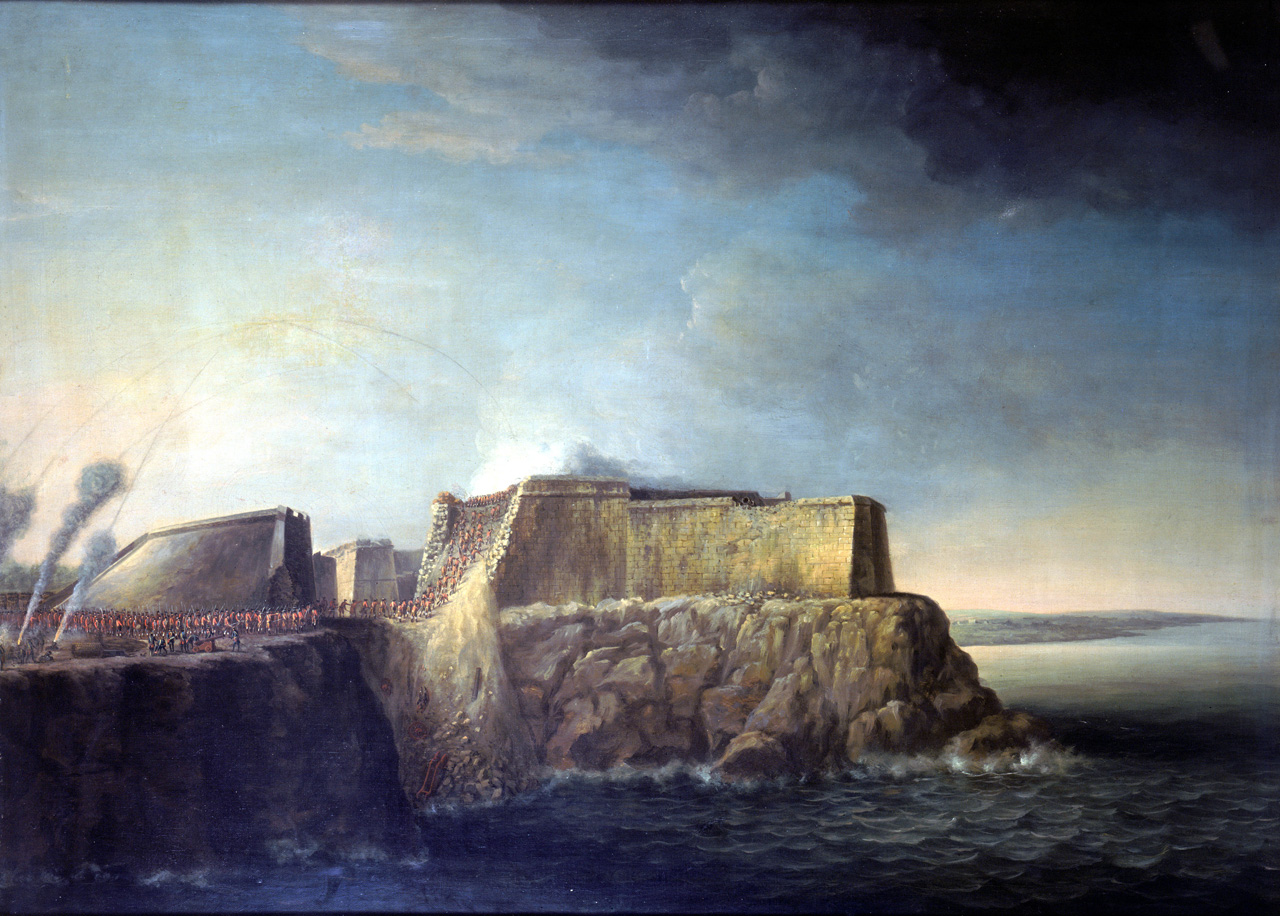
Штурм крепости Эль-Морро, 30 июля.
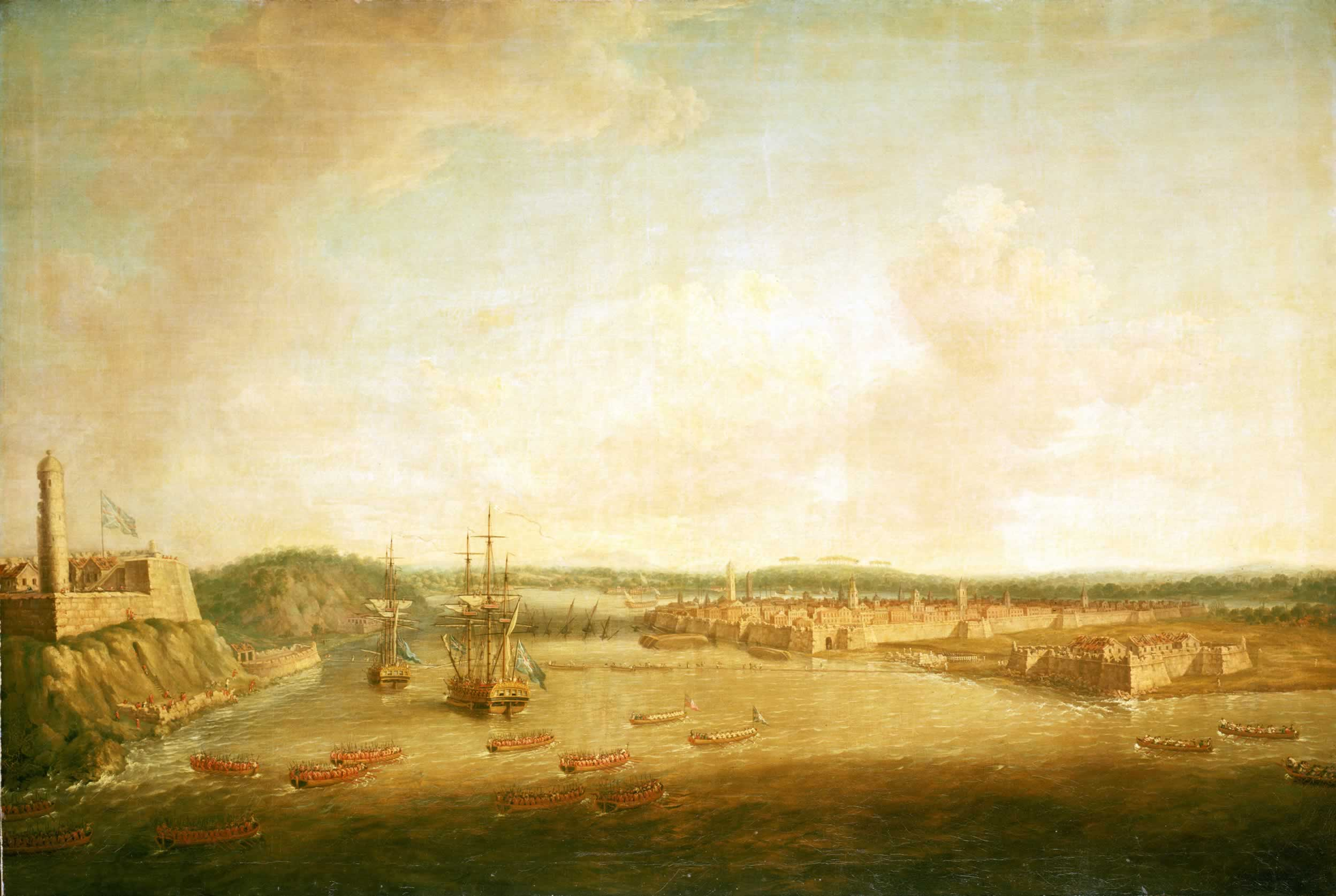
Взятие города, 14 августа.
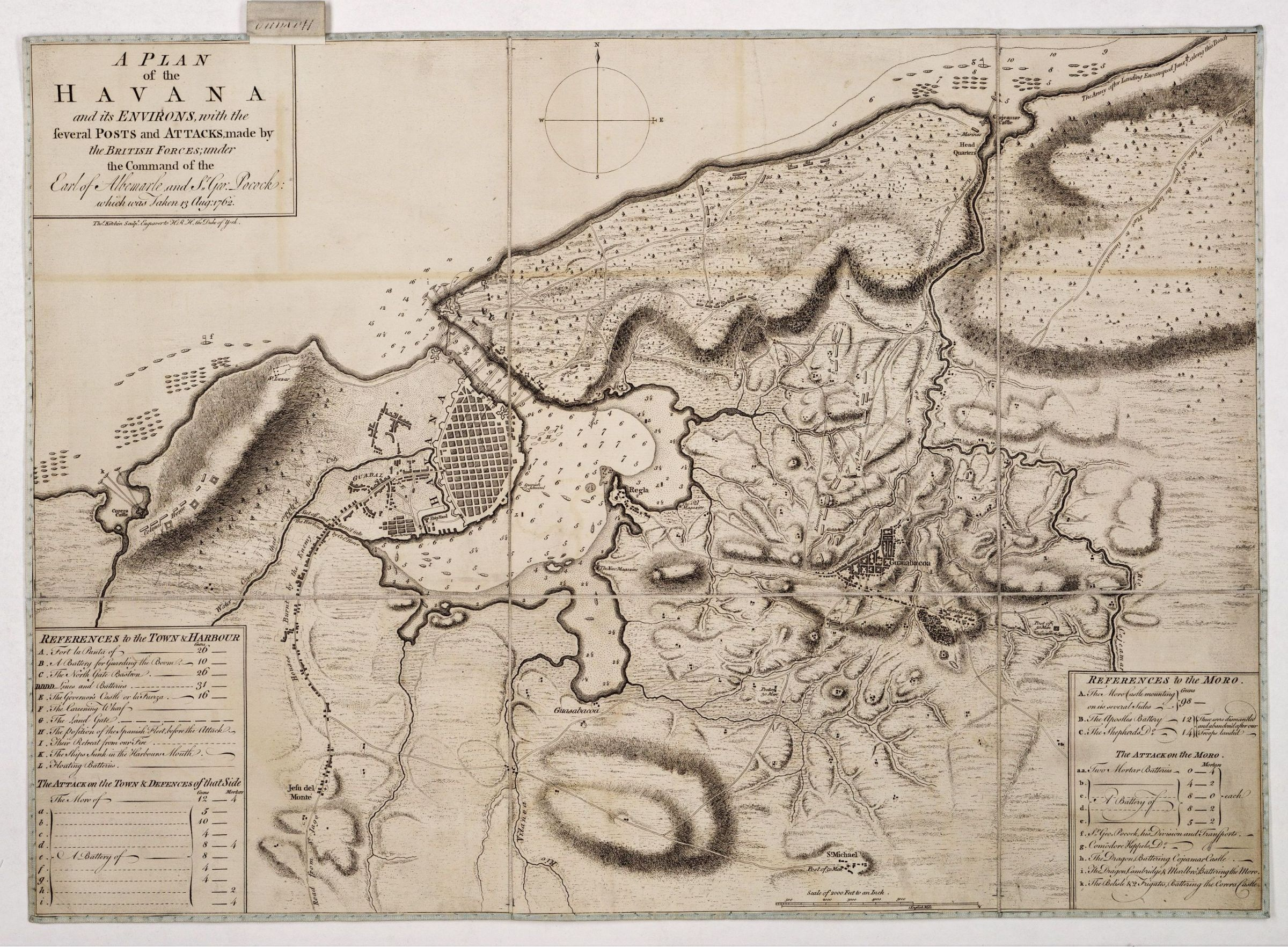
План Гаваны и его окрестностей, худ. Т. Китчин.
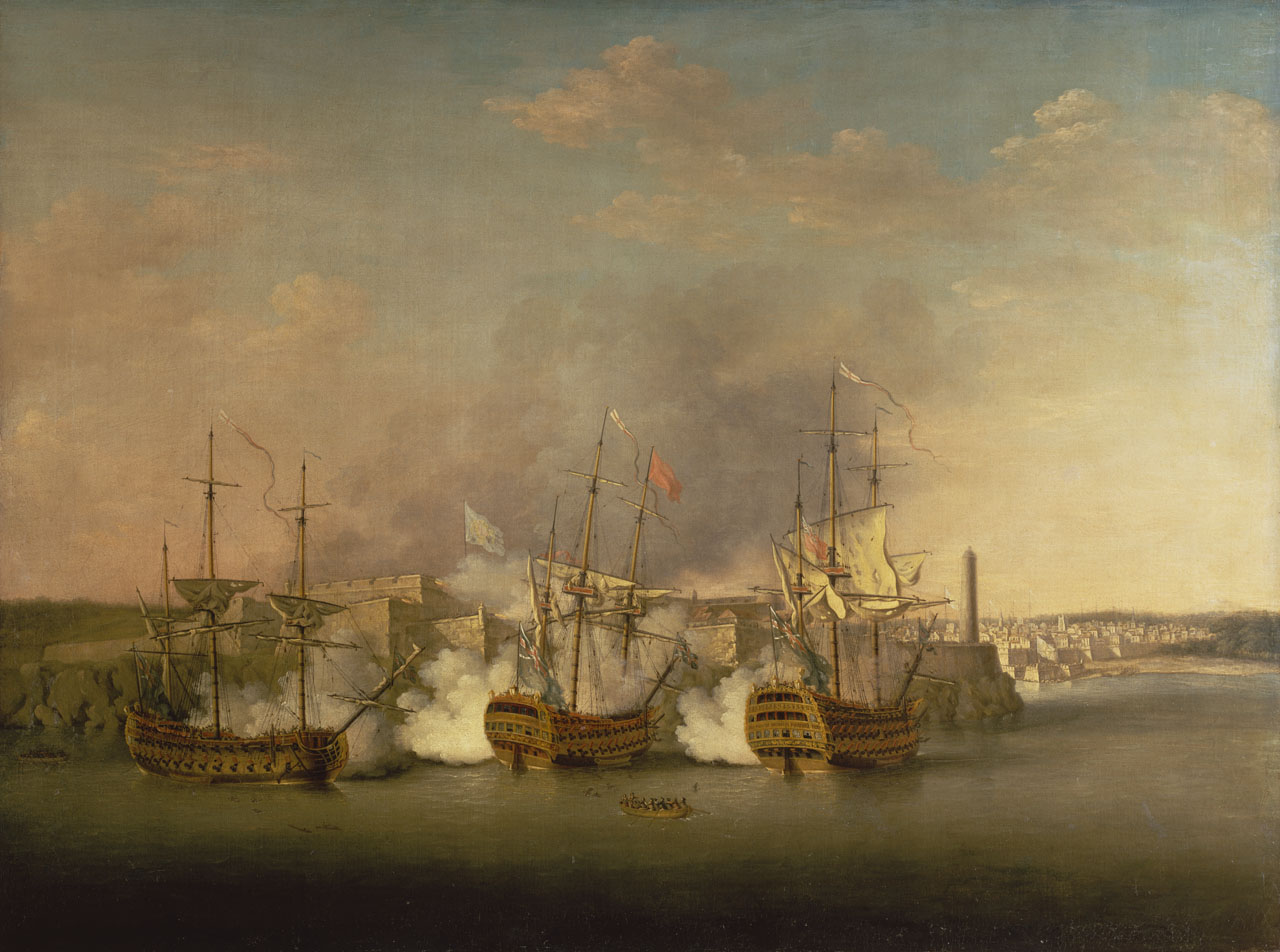
Обстрел крепости Эль-Морро, 1 июля, худ. Р. Пэтон.
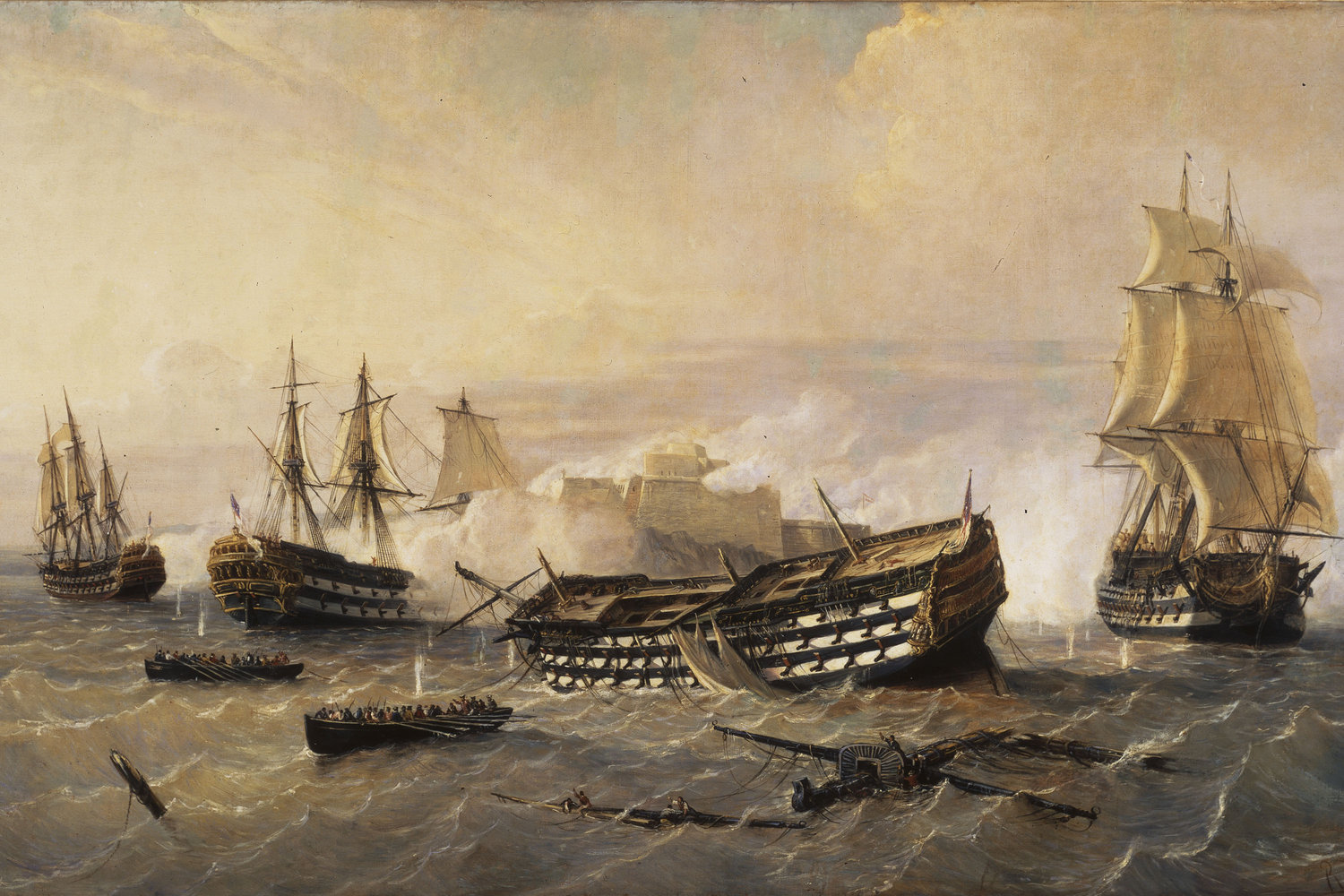
Обстрел крепости Эль-Морро, худ. Р. Монлеон-и-Торрес.